# Séparation de l'Église et de l'État en Australie
En droit, la laïcité est le « principe de séparation dans l'État de la société civile et de la société religieuse » et « d'impartialité ou de neutralité de l'État à l'égard des confessions religieuses ». Le mot désigne par extension le caractère des « institutions, publiques ou privées, qui sont indépendantes du clergé et des Églises ».
La Constitution de l'Australie interdit au Commonwealth d'établir une religion d'État ou d'exiger un test religieux systématique pour occuper une fonction publique :
Ch 5 § 116 Le Commonwealth ne fera aucune loi pour établir une religion, ou pour imposer une observance religieuse, ou pour interdire le libre exercice d'une religion, et aucun test religieux ne sera requis comme qualification pour une fonction ou une charge publique sous le Commonwealth.

## Description
Aucune loi n'a jamais été annulée pour avoir enfreint l'article. Aujourd'hui, le gouvernement du Commonwealth fournit un financement généralisé aux écoles religieuses et finance également des aumôniers scolaires pour les écoles publiques et privées. Tous les parlements australiens sont ouverts par une prière chrétienne, et le préambule de la Constitution australienne fait référence à une «humbl[e] dépendance à la bénédiction de Dieu Tout-Puissant».
Bien que le monarque australien soit le roi Charles III, également monarque britannique et gouverneur de l'Église d'Angleterre, son titre australien n'a aucun rapport avec sa fonction religieuse et il n'a aucun rôle dans l'Église anglicane d'Australie. L'ancien archevêque anglican de Brisbane Peter Hollingworth a été nommé gouverneur général d'Australie, la plus haute fonction constitutionnelle nationale, sans entrave ; cependant, cette prise de fonction a été critiquée.
Malgré son inclusion dans le chapitre "États", l'article 116 ne s'applique pas aux États en raison de changements lors de la rédaction, et ils sont libres d'établir leurs propres religions. Pour autant, aucun État n'a jamais introduit d'Église d'État (bien que la Nouvelle-Galles du Sud ait restreint les groupes religieux au début de la période coloniale). Il y a eu deux référendums pour étendre l'article 116 aux États, mais les deux ont échoué. Dans chaque cas, les changements ont été regroupés avec d'autres changements et les électeurs n'ont pas eu la possibilité d'accepter expressément un seul changement. La plupart des États autorisent de larges exemptions à la législation anti-discrimination aux groupes religieux ; par exemple, la loi NSW autorisant les couples de même sexe à adopter permet aux agences d'adoption religieuses de les refuser.
La situation actuelle, décrite comme un "principe de neutralité de l'État" plutôt que comme une "séparation de l'Église et de l'État" réelle, a été critiquée à la fois par les laïcs et les groupes religieux. D'une part, les laïcs ont soutenu que la neutralité du gouvernement vis-à-vis des religions conduit à une "démocratie défectueuse" ou même à une "théocratie pluraliste"  car le gouvernement ne peut pas être neutre vis-à-vis de la religion des personnes qui n'en ont pas. D'autre part, les groupes religieux craignent que les gouvernements des États les empêchent d'exercer leur religion en les empêchant de critiquer d'autres groupes, et en les empêchant de refuser de commettre des actes qu'ils jugent inadmissibles selon leur foi.